# Moritz Volz
Moritz Volz (* 21. Januar 1983 in Siegen) ist ein ehemaliger deutscher Fußballspieler und heutiger Trainer.

## Spielerkarriere

### Vereine
In der Jugend spielte Volz bei der SpVg Bürbach 09, den Sportfreunden Siegen und beim FC Schalke 04. Im Jahre 1999 verließ er im Alter von 16 Jahren Deutschland und ging nach England zum Premier-League-Verein FC Arsenal. Im Januar 2003 wurde Volz für fünf Monate an den FC Wimbledon ausgeliehen, im Sommer 2003 wechselte er dann zum FC Fulham. Für Fulham erzielte Volz in 108 Ligaspielen zwei Tore, darunter das 15.000. Tor seit Einführung der FA Premier League 1992 am 30. Dezember 2006 im Spiel gegen den FC Chelsea (Endstand 2:2).
Nach fünf Jahren beim FC Fulham sollte Volz zu Beginn der Saison 2008/09 für eine Ablösesumme von 500.000 Pfund zum englischen Zweitligisten Ipswich Town wechseln, nachdem er in der Saison 2007/08 seinen Stammplatz verloren hatte. Diesen bereits als vollzogen gemeldeten Transfer lehnte Volz jedoch zunächst ab. Im August 2008 wechselte er dann doch auf Leihbasis nach Ipswich.

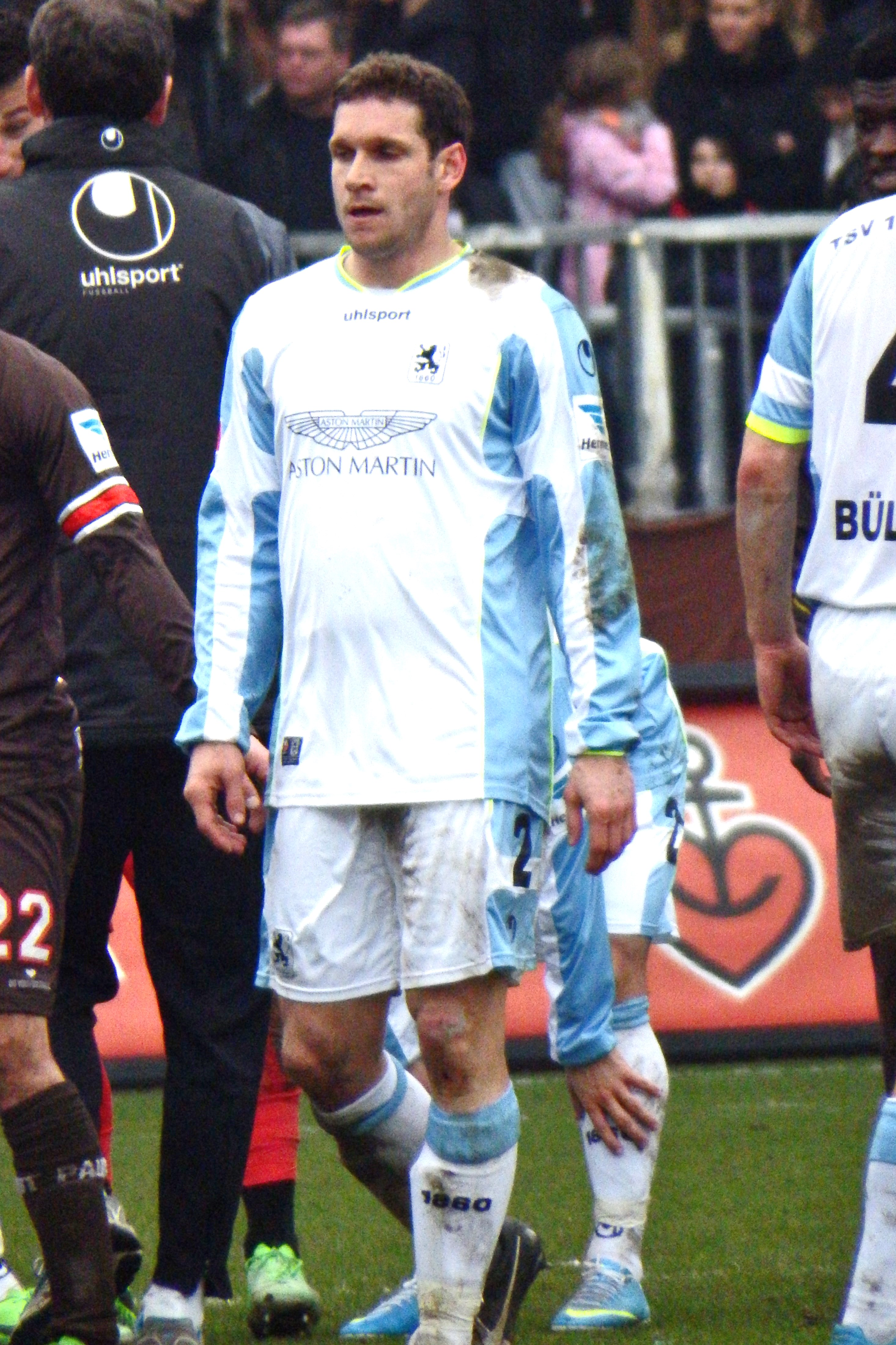
Moritz Volz 2013

Im Januar 2010 wurde Volz vom FC Schalke 04 für ein Probetraining in das Trainingslager nach Chiclana de la Frontera mitgenommen, jedoch wollte ihn Trainer Felix Magath nicht verpflichten. Zur Bundesligasaison 2010/11 wechselte Volz für zwei Jahre zum FC St. Pauli, und am 5. November 2010 bestritt er in der Auswärtsbegegnung beim FC Schalke 04 sein erstes von neun Bundesligaspielen. Nach einer längeren Verletzungspause wegen eines Beinbruchs absolvierte Volz für den FC St. Pauli in der Zweiten Bundesliga 14 Spiele bis zum Ende der Saison 2011/12, dabei erzielte er zwei Tore.
Zur Saison 2012/13 verpflichtete ihn der TSV 1860 München ablösefrei. Er unterzeichnete einen Dreijahresvertrag. Im ersten Jahr in München kam Volz regelmäßig zum Einsatz, anfangs auf der linken Verteidigerposition, in der Rückrunde meist als Rechtsverteidiger. Am Ende der Saison 2014/15 wurde sein auslaufender Vertrag nicht verlängert. Anschließend beendete er seine Karriere. Seit 2016 kommentiert er regelmäßig beim Streamingdienst „DAZN“ Spiele der Premier League.

### Nationalmannschaft
Der seinerzeitige Bundestrainer Jürgen Klinsmann nominierte ihn für das Länderspiel der A-Nationalmannschaft gegen Kamerun am 17. November 2004 in Leipzig zum ersten Mal in das Aufgebot der Nationalelf; Volz kam in diesem Spiel jedoch nicht zum Einsatz. An der darauf folgenden Asienreise der Nationalmannschaft im Dezember 2004 durfte Volz nicht teilnehmen, da er von seinem Verein keine Freigabe bekam. Es folgten keine weiteren Nominierungen.

## Trainerkarriere
Zur Saison 2019/20 wurde Volz Co-Trainer von Julian Nagelsmann bei RB Leipzig. Im Oktober 2022 wurde Volz Co-Trainer bei Galatasaray Istanbul. Seine dritte Co-Trainertätigkeit folgte Anfang Januar 2024 bei der Frauenfußballabteilung des FC Bayern München; er trat die Nachfolge von Marco Knirsch im Trainerstab von Alexander Straus an. Zur Saison 2025/26 wechselte Volz als Co-Trainer in das Trainerteam von Christian Ilzer bei der TSG 1899 Hoffenheim.

## Trivia
- Laut Humorkritiker Hans Mentz war Volz „zwischen all den jungen und stockdummen Bravo Sport-Titelvorlagen wie Poldi oder Schweini ein potentieller Nachfolger des drolligen Mehmet Scholl“. In diesem Sinne attestierte ihm auch The Guardian in seiner Ausgabe vom 18. August 2006: „Er ist ein Deutscher mit Sinn für Humor. Mehr noch, er ist ein deutscher Fußballer mit Sinn für Humor.“ („He is a German with a sense of humour. What's more, he is a German footballer with a sense of humour.“)

- Im März 2012 veröffentlichte er im Rowohlt Taschenbuch Verlag seine Erinnerungen unter dem Titel Unser Mann in London.[11]

- Im Juni 2012 nahm Volz, der Hobbykoch ist, an der ZDF-Show Die Küchenschlacht teil und gewann den ersten Platz.[12]

- Volz war im Spielerrat der Spielergewerkschaft Vereinigung der Vertragsfußballspieler (VdV).[13]

- Volz ist neben seiner Trainertätigkeit auch als TV-Experte für das ZDF aktiv. 2024 war er Co-Kommentator beim Champions-League-Finale.[14] Außerdem gehört er zum Expertenteam des ZDF bei der Europameisterschaft 2024.[15]